# Анисимов, Василий Васильевич
Васи́лий Васи́льевич Ани́симов (хорв. Vasilij Anisimov, род. 19 сентября 1951, Алма-Ата) — советский, российский и хорватский предприниматель, миллиардер. С марта 2010 по сентябрь 2022 года — президент Федерации дзюдо России. Также имеет гражданство Доминики, до сентября 2022 года состоял также в российском гражданстве.
Бывший партнёр Алишера Усманова, владелец компаний Coalco и «Большое Домодедово», совладелец «Газметалла». Обладая личным состоянием 1,6 млрд долларов США, в 2022 году занял 54 место в списке 200 богатейших бизнесменов России (по версии журнала Forbes). В 2023 году также с состоянием в $1,6 млрд занял 72 место в рейтинге Forbes «110 российских миллиардеров».

## Биография
Родился 19 сентября 1951 года в Алма-Ате, в Казахской ССР.
В 1977 году окончил Алма-Атинский институт народного хозяйства.
С 1982 по 1986 годы работал директором ОРСа Калининской АЭС, а с 1986 по 1989 годы — директором московского Росхозторга.
В 1989 году создал компанию «Траст», получившую статус спецэкспортера по продаже цветных металлов (позже переименована в Trustconsult).
В 1992 году Trustconsult начала торговать алюминием, а позже приступила к скупке акций алюминиевых заводов.
В 1994 году зарегистрировал в Швейцарии девелоперскую компанию Coalco. В 1995 году компания установила контроль над пакетом акций Братского алюминиевого завода, Красноярского алюминиевого завода и Ачинского глинозёмного комбината. В 2000 году продал алюминиевые заводы «Ренове».
В 2005 году становится партнером Алишера Усманова в холдинге «Металлоинвест».
18 декабря 2009 года выкупил у ВТБ контрольные пакеты 11 алкогольных предприятий России, ранее входивших в ОАО «Росспиртпром» (ВТБ достались в счёт долга «РСП» в размере 5 млрд руб.). В число этих заводов входил завод «Кристалл». В течение 2010 года Анисимов договорился с миноритарными акционерами завода о выкупе их акций и увеличил свою долю до 85 %. Акции остальных заводов Анисимов перепродал экс-сенатору Александру Сабадашу.
В сентябре 2022 года вышел из гражданства России, местом жительства в том же году заявил Швейцарию; гражданство Хорватии получил в 2003 году.

## Бизнес

### «Металлоинвест»
В 2000 году, после начала судебной тяжбы с миллиардером Михаилом Ходорковским, распродал большую часть своих активов в России. Вновь появился в 2004 году, уже в качестве совладельца компании «Металлоинвест» совместно с Алишером Усмановым. Анисимов дружил с Усмановым с 1989 года.
«Металлоинвест» стал крупнейшей в России горнодобывающей компанией. Компания работает по трём основным направлениям: железная руда, сталь и металл.
В декабре 2004 года Анисимов и Усманов приобрели 97,6 % Михайловского ГОК, что стало одной из крупнейших сделок с частным инвестициями в истории России. В 2005 году компания поглотила Лебединский ГОК, крупнейшего поставщика горячебрикетированного железа в России. Молдавский металлургический завод, крупнейшее промышленное предприятие в Приднестровье, стал ещё одним активом Металлоинвеста. В нем работает более 1000 сотрудников, 90 % продукции экспортируются за границу. Завод был передан обратно государству в 2015 году.
Анисимов в конечном счете продал свою 20 % долю в Металлоинвест российскому банку ВТБ в 2011 году, сославшись на необходимость изменений в жизни: «Мне 59 лет, и я работаю 18 часов в день. Я хотел бы проводить больше времени с моей семьей».
Последующее судебное разбирательство, инициированное семьей покойного Бадри Патаркацишвили в 2014 году, касательно продажи 20 % акций Металлоинвеста было завершено по соглашению сторон, стороны пошли на прямые переговоры. Детали урегулирования оставались конфиденциальными.

### Coalco
Анисимов основал Coalco в 1994 году. Coalco изначально работала в металлургической и горнодобывающей промышленности, владела алюминиевыми плавильнями, бокситными рудниками, кабелями, производителями энергии и криолитовыми заводами. Однако затем компания сменила профиль и перешла от горнодобывающей промышленности в сферу недвижимости. Компания управляет проектами в жилой и промышленной недвижимости, а также управление землей. Coalco владеет 37 000 акров земли в Московской области.
В 2015 году компания начала строительство многофункционального комплекса «Царская площадь» в Москве общей площадью 280 500 квадратных метров, общей стоимостью 430 миллионов долларов США. Проект был завершен за два года.
В 2015 году Анисимов перевел активы Coalco общей площадью 1 миллион квадратных метров в управление MR Group, сохранив право собственности на землю, при этом руководство MR Group стало отвечать за все текущие и будущие вопросы развития.
Coalco также имеет присутствие на рынке недвижимости в Нью-Йорке — зарегистрирована компания Coalco New York и дочерняя компания Corigin Holdings, которая занимается строительством жилья для студентов в Нью-Йоркском университете, а также покупками, развитием и управлением недвижимостью. У компании есть филиал в Цюрихе.
Также в состав структуры входит агрохолдинг Coalco-Агро (Домодедовский район Подмосковья): молочный и два племенных (ЗАО Племзавод «Барыбино» и ЗАО Племзавод «Повадино») завода. На землях холдинга выращивают 10 % зерна, собираемого в области.

## Российская федерация дзюдо
Возглавлял федерацию дзюдо России с 2010 по 2022 год. Под его руководством Россия возглавила медальный зачет с тремя золотыми медалями по дзюдо на летних Олимпийских играх 2012 года, а также выиграла еще две золотые медали на летних Олимпийских играх в Рио-де Жанейро 2016 года. Также работает послом Международной федерации дзюдо.
За время своего пребывания в должности следил за крупными турнирами, такими как чемпионат Европы по дзюдо в 2012 году, чемпионаты мира по дзюдо 2014 года в Челябинске, мировой мастер-класс по дзюдо в Тюмени, чемпионат Европы по дзюдо 2016 года в Казани, европейский чемпионат Золотой лиги 2014 года в Казани 2014 года, Чемпионат Золотой лиги в Самаре, турнир в Грозном и элитный мастер-класс в Санкт-Петербурге в 2017 году.
Выступал за участие в дзюдо детей в возрасте до семи лет. В беседе с журналистами в 2016 году Анисимов отмечал: «теперь дети практикуются с десяти лет, но этот показатель должен быть снижен». В 2017 году главой Международной федерации дзюдо Мариусом Визером Анисимову был вручён сертификат, предоставляющий 6-й дан. В том же году Анисимов был награждён орденом Александра Невского за деятельность в сфере дзюдо. Церемония награждения состоялась в Екатерининском зале Кремля.
Также является членом надзорного совета российской федерации по волейболу.
Наградил золотой медалью Яго Абуладзе на чемпионате мира по дзюдо 2021 года в Будапеште.

## Состояние
| Год  | Млрд $ |
| ---- | ------ |
| 2011 | 3,6    |
| 2012 | 3,4    |
| 2013 | 2,9    |
| 2014 | 2,6    |
| 2015 | 2,0    |
| 2016 | 1,2    |
| 2017 | 1,4    |
| 2018 | 1,4    |
| 2019 | 1,6    |
| 2020 | 1,4    |
| 2021 | 1,7    |
| 2022 | 1,6    |

## Семья
- Первая жена.  Дочь — Галина вместе со своим мужем Александром Налимовым в 2000 году были убиты в Екатеринбурге[31]. Трупы ди-джея радио «Пилот» Галины Анисимовой и ее супруга, бизнесмена Александра Налимова, были обнаружены в их собственной квартире 12 апреля 2000 года. В правоохранительные органы обратились учителя школы, в которой учился сын супругов. Они сообщили, что ребенка никто не забрал после занятий. Когда милиционеры выломали дверь квартиры, то обнаружили в одной комнате мертвую женщину, на теле которой были следы побоев и 14 ножевых ранений, а в ванной — ее мужа, у которого из груди торчал кухонный нож, а глаза и рот были заклеены скотчем. При осмотре квартиры выяснилось, что пропали золотые украшения и деньги. По факту двойного убийства было возбуждено уголовное дело по статье 105 УК РФ «Убийство».
  - Внук — Александр (род. 1992), после смерти родителей в 2000 году, переехал в Москву, где ныне проживает. Занимает 43-е место в списке наследников миллиардеров России, по версии журнала Forbes с наследством в 2 млрд долларов. Работает в компании Coalco[32].
- Вторая жена — Галина, владела фирмой Coral Realt
  - Дочь — Анжелика
  - Дочь — Анна
  - Дочь — Александра
  - Сын — Николай
- Третья жена — Екатерина Владимировна[33]

## Награды
- Орден «За заслуги перед Отечеством» IV степени (12 октября 2022) — за вклад в развитие физической культуры и популяризацию отечественного спорта[34]
- Орден Александра Невского (2017)[35]
- Орден Почёта
- Орден Дружбы
- Почётная грамота Президента Российской Федерации
- Орден Сергия Радонежского I, II и III степеней